# 賈拉拉格西區
賈拉拉格西區是索馬利亞的一個區，位於該國中部的希蘭州，北與布洛布爾德區相鄰，南與中謝貝利州喬哈爾區相鄰、東與中謝貝利州阿達雷區相鄰，東北隅與中謝貝利州阿丹雅巴勒區相鄰。首府為賈拉拉格西。

## 外部鏈結
- 賈拉拉格西區行政區域圖 （页面存档备份，存于）